# Лазар Мојсов
Лазар Мојсов (Неготино, код Велеса, 19. децембар 1920 — Београд, 25. август 2011) био је дипломата, учесник Народноослободилачке борбе, доктор правних наука и друштвено-политички радник СФР Југославије и СР Македоније. Био је амбасадор СФРЈ у Организацији уједињених нација, а од 1977. до 1978. и председник Генералне скупштине ОУН. Од 20. октобра 1980. до 20. октобра 1981. године обављао је функцију председника Председништва Савеза комуниста Југославије, потом је од 17. маја 1982. до 15. маја 1984. године био Савезни секретар за иностране послове СФРЈ, а од 15. маја 1987. до 15. маја 1988. године обављао је функцију председника Председништва СФР Југославије.

## Биографија
Лазар Мојсов рођен је 19. децембра 1920. године у Неготину, код Велеса. Гимназију је завршио у Горњем Милановцу. По матурирању, долази на студије права у Београд. Завршио је и стекао докторат на Правном факултету у Београду. Учествовао је у акцијама напредних студената на Београдском универзитету.

### Народноослободилачка борба
Народноослободилачком покрету (НОП) прикључио се 1941, а у Народноослободилачку борбу ступио је 1943. године. За време рата био је политички радник у Другој македонској бригади и при Главном штабу НОВ и ПО Македоније.
Био је већник на Првом заседању Антифашистичког собрања народног ослобођења Македоније (АСНОМ), одржаном 2. августа 1944. године.

### Послератни период
После ослобођења Југославије, био је на разним дужностима:
- јавни тужилац НР Македоније, од 1948. до 1951. године,
- директор Новинско-издавачког предузећа „Нова Македонија“,
- амбасадор ФНР Југославије у Совјетском Савезу и НР Монголији, од 1958. до 1961. и СФР Југославије у Аустрији, од 1967. до 1969. године,
- помоћник Савезног секретара за иностране послове,
- директор Института за међународни раднички покрет,
- директор и главни и одговорни уредник Новинско-издавачког предузећа „Борба“,
- амбасадор СФР Југославије у Организацији уједињених нација (ОУН), Гвајани и Јамајки, од 1969. до 1974. године,
- председник Генералне скупштине Организације уједињених нација, од 1977. до 1978. године,
- председник Председништва ЦК СКЈ, од 20. октобра 1980. до 20. октобра 1981. године,
- од 1974. заменик, а од 17. маја 1982. до 15. маја 1984. године Савезни секретар за иностране послове СФР Југославије,
- члан Председништва СФР Југославије, од 15. маја 1984. до 15. маја 1989. године,
- потпредседник Председништва СФР Југославије, од 16. маја 1986. до 16. маја 1987. године,
- председник Председништва СФР Југославије, од 16. маја 1987. до 16. маја 1988. године.

Биран је за народног посланика Собрања СР Македоније и Савезне скупштине СФРЈ у више сазива. У Централни комитет Савеза комуниста Југославије биран је на Седмом и Осмом конгресу СКЈ.
Умро је у Београду и сахрањен је у четвртак 25. августа 2011. године у Алеји заслужних грађана на Новом гробљу у Београду.

## Литерарни рад и одликовања
Бавио се новинарским и публицистичким радом. Написао је следећа дела:
- Бугарска радничка партија (комуниста) и македонско национално питање, Београд, 1948;
- Око питања македонске националне мањине у Грчкој, 1954;
- Историјске теме, Београд, 1979;
- Димензије несврстаности, Београд, 1980;
- Погледи на историју и савременост, Загреб, 1981;
- Сусрети, људи и догађаји: Сарадња и конфронтације совјетских и америчких лидера (од Хрушчова до Јељцина и од Никсона до Клинтона). Део 1., 2006.
- Сусрети, људи и догађаји: Весници и носиоци нових промена у свету. Део 2., Београд, 2007.

Био је предавач и писао је о међународним односима.
Носилац је Партизанске споменице 1941. и већег броја југословенских одликовања, међу којима су — Орден заслуга за народ са златном звездом, Орден рада са црвеном заставом, Орден братства и јединства са сребрним венцем и Орден заслуга за народ са сребрном звездом.